# Сире (Горња Гарона)
Сире (фр. Cirès) насеље је и општина у јужној Француској у региону Миди Пирене, у департману Горња Гарона која припада префектури Сен Годан.
По подацима из 2011. године у општини је живело 13 становника, а густина насељености је износила 2,54 становника/km². Општина се простире на површини од 5,11 km². Налази се на средњој надморској висини од 1300 метара (максималној 1.971 m, а минималној 1.235 m).

## Демографија
| 1962. | 1968. | 1975. | 1982. | 1990. | 1999. | 2011. |
| ----- | ----- | ----- | ----- | ----- | ----- | ----- |
| 11    | 21    | 21    | 11    | 11    | 8     | 13    |

График промене броја становника у току последњих година